# Jonatan Berggren
Jonatan Berggren, född 16 juli 2000 i Uppsala, är en svensk professionell ishockeyspelare för Detroit Red Wings. 
Hans moderklubb är Enköpings SK.
Han valdes som 33:e spelare i NHL-draften 2018 av Detroit Red Wings.

## Meriter (i urval)
- 2018 - SM-silver med Skellefteå AIK

## Klubbar
- Skellefteå AIK J20, SuperElit (2016/2017 - 2017/2018)
- Skellefteå AIK, SHL (2017/2018 - 2020/2021)